# 増山聴介
増山 聴介（ますやま としゆき、1981年1月18日 - ）は日本の空手家、風実流空手道師範、ウエイトトレーナー、タレントである。
17歳より極真会館郷田道場にて空手を習いはじめ僅か3か月で全日本青少年空手道選手権大会に出場するが1回戦にて敗退、その後様々な試合稽古等経験を経て風実流空手道を設立。
風実流・muscle＆fitness　H・E・A・T　ホームページ　

## 人物
- 少年時代の数年を二葉学園、若草寮（渋谷区）で過ごす、中学、高校と柔道部だが高校にて空手を始める、理由は修羅の門というマンガに憧れたから。
- 子供の頃からマンガを描いており現在も同人活動などを行っている（ペンネームは風月聴介）。
- 父親はバンド異邦人のジョージ五十嵐。
- 小学校、中学校とフレーベル少年合唱団に所属しCMなどを歌っていた。

## 戦績
- 2000年8月10日、KOR総合空手トーナメント　-60ｋ　優勝
- 2004年3月13日、オーエンジャイ　ラジャナムダン・スタジアム元バンダム級王者レイサック戦
- 2005年11月23日、第三回オープントーナメント全日本空手道選手権大会　出場
- 2007年11月25日、第五回オープントーナメント全日本空手道選手権大会　出場
- 2013年11月17日、極真館全日本空手道選手権大会　争覇戦　-80k　ベスト6

## CM
- マリオペイント
- ナショナルファンヒーター

## メディア出演
- ネプベガスの代理ボーリングベガスにてオペラ歌手役
- あるある大辞典 寒体質、温体質
- 第27回大会 SASUKE 2011秋
- NHK ドキュメント72時間 街角のダビング店